# Pantoporia dama
Pantoporia dama är en fjärilsart som beskrevs av Moore 1858. Pantoporia dama ingår i släktet Pantoporia och familjen praktfjärilar. Inga underarter finns listade i Catalogue of Life.